# Tropidomantinae
Tropidomantinae – podrodzina modliszek z podrzędu Eumantodea i rodziny Nanomantidae.

## Morfologia i zasięg
Tułów tych modliszek ma przedplecze zaopatrzone w wyraźny kil i blaszkowate rozszerzenie. Chwytne odnóże przedniej pary ma na udzie cztery kolce tylno-brzuszne i trzy kolce dyskoidalne z wyjątkiem rodzaju Epsomantis, u którego to kolców tylno-brzusznych jest pięć, a dyskoidalnych cztery. Samcze genitalia mają fallomer brzuszny charakteryzujący się wyraźnie wykształconym, spiczasto zakończonym wyrostkiem dystalnym wtórnym bocznym, przy jednoczesnej redukcji wyrostka dystalnego wtórnego środkowego. Apofiza falloidalna bywa podzielona na dwa płaty lub wtórnie uproszczona.
Przedstawiciele podrodziny występują wyłącznie w krainie orientalnej.

## Taksonomia
Takson ten wprowadzony został przez Ermanna Giglio-Tosa w 1915 roku jako grupa Tropidomantes w podrodzinie Iridopteriginae w obrębie modliszkowatych. Taką też klasyfikację autor ów podtrzymał w systemach z 1919 i 1927 roku. Anton Handrilsch w systemie z 1930 roku umieścił tę grupę w podrodzinie Mantinae. Max Beier w 1935 roku nie wyróżniał omawianego taksonu, umieszczając te modliszki w plemieniu Iridopterygini w obrębie Mantinae, ale już w systemie z 1964 roku wyróżnił go jako plemię Tropidomantini w podrodzinie Iridopteriginae w obrębie modliszkowatych. W systemie Reinharda Ehrmanna i Rogera Roya z 2002 roku takson ten wyniesiony został do rangi podrodziny Tropidomantinae w rodzinie Iridopterygidae. W systemie Christiana J. Schwarza i Roya z 2019 roku podrodzinę tę przeniesiono do Nanomantidae i podzielono na dwa plemiona.
Do podrodziny należy 14 opisanych gatunków, sklasyfikowanych w sześciu rodzajach i dwóch plemionach:
- Epsomantini Schwarz et Roy, 2019
  - Epsomantis Giglio-Tos, 1915
- Tropidomantini Giglio-Tos, 1915
  - Eomantis Giglio-Tos, 1915
  - Oligocanthopus Beier, 1935
  - Pliacanthopus Giglio-Tos, 1927
  - Sinomantis Beier, 1933
  - Tropidomantis Stal, 1877